# Дмитар Заклан
Дмитар Заклан (Шаламунић, код Коренице, 11. јун 1915 — Нови Сад, 29. октобар 1988), учесник Народноослободилачке борбе, генерал-потпуковник ЈНА и народни херој Југославије.

## Биографија
Рођен је 11. јуна 1915. године у Шаламунићу, код Коренице, у земљорадничкој породици Јована Заклана. После завршетка основне школе, изучио је опанчарски занат. Опанчарским послом се бавио до одласка на одслужење кадровског рока. Непосредно пред Априлски рат, годину дана је радио као жандар.
После окупације Краљевине Југославије и стварања Независне Државе Хрватске, 1941, Дмитар се придружио оружаном устанку. Био је један од главних организатора устанка у бунићком крају. Првих дана августа 1941, водио је део устаничких снага у нападу на усташе у Бунићу. У то је време био примљен за члана Комунистичке партије Југославије (КПЈ).
Када је од устаника у Шаламунићу, септембра 1941, био формиран устанички вод, борци су Дмитра изабрали за свог командира. Под тешким условима је двапут ишао у Далмацију, где за стоку и новац купује муницију и наоружање за борбу. Вод је, заједно с другим устаничким снагама, децембра 1941. учествовао у нападу на усташку посаду на Плитвичким језерима.
Када је крајем 1941. године завршено формирање батаљона „Огњен Прица“, Дмитар је био постављен за командира Друге чете батаљона, а нешто касније био је политички комесар чете. Учествовао је у борбама батаљона против италијанских снага код Коренице, у ослобођењу Доњег Лапца 27. фебруара 1942. и у борбама за ослобођење Срба.
Крајем маја 1942, Окружни комитет КПХ за Лику и Штаб групе НОП одреда за Лику упутили су га за команданта Оточачког батаљона „Божидар Аџија“. У батаљону је након четничког пуча започело осипање бораца, али је Дмитар у сарадњи с партијским организацијама убрзо омасовио и ојачао батаљон и његову организацију, захваљујући раду, како у батаљону, тако и на терену, као и кроз јачање братства и јединства између Срба и Хрвата. Батаљон је под његовом командом учествовао у борбама против четника у Подуму, Заложници, Дољанима и Брлогу, разоружао домобране у Личком Лешћу, одбио напад италијанско-четничких снага на Шкаре, вршио диверзије на железничкој прузи код Капеле, водио борбе код Косиња и Перушића и остало.
Током Четврте непријатељске офанзиве 1943, после борби на правцу Грачац–Доњи Лапац, Дмитров батаљон се, сада у саставу Прве личке бригаде, пребацио ка Мартин Броду, где је заједно с деловима Личког партизанског одреда спречио продор четника од Срба ка Доњем Лапцу. Партизанске снаге су затим ослободиле Срб 16. фебруара и поразиле четнике у Растичеву.
Неко време је био оперативни официр Прве личке бригаде, након чега га је Главни штаб НОВ Хрватске у јесен 1943. године поставио за заменика команданта Треће личке бригаде. Бригада је у саставу Шесте личке дивизије отишла у Босну. Приликом напада партизанских јединица на Бањалуку на Нову 1944. годину, Дмитар је био тешко рањен. Приликом немачког десанта на Дрвар, повео је Први батаљон Треће личке бригаде из Трубара, који је међу првима пружио отпор немачким снагама. Током борби, командант је био рањен, па је Дмитар преузео командовање бригадом, функција коју је обављао све до јула 1944. године.
Поново је био тешко рањен 25. августа 1944. године током борби против немачких снага, приликом обезбеђења преласка бригаде преко Таре код Ђемске Луке. После оздрављења, Врховни штаб НОВЈ га је крајем 1944. године поставио за команданта Прве бригаде Шесте личке дивизије. Бригада је затим водила борбе у Срему. Непосредно пред пробој Сремског фронта, Дмитар је с групом официра НОВЈ послат на школовање у Совјетски Савез.

### Послератни период
После рата, био је начелник Штаба дивизије, командант дивизије и вршио многе друге дужности у Југословенској народној армији (ЈНА). Завршио је Вишу војну академију ЈНА и Ратну школу ЈНА. Пензионисан је 1971. године у чину генерал-потпуковника ЈНА.
Умро је 29. октобра 1988. године у Новом Саду и сахрањен је у Алеји народних хероја на новосадском Градском гробљу.
Носилац је Партизанске споменице 1941, три Ордена за храброст и више других југословенских одликовања, међу којима су и — Орден братства и јединства са златним венцем, Орден за војне заслуге са великом звездом, Орден партизанске звезде са сребрним венцем и Орден заслуга за народ са сребрним зрацима. Орденом народног хероја одликован је 27. новембра 1953. године.